# Alexander Schmirl
Alexander Schmirl (* 19. September 1989 in St. Pölten) ist ein österreichischer Sportschütze.

## Erfolge
Schmirl, Sohn des Sportschützen, Oberschützenmeister und Obmann der Rabensteiner Schützengilde Manfred Schmirl, ist von Beruf Heeresleistungssportler (Dienstgrad Zugsführer) im Heeressportzentrum des Österreichischen Bundesheeres und lebt im niederösterreichischen Rabenstein. Er ist Mitglied des Nationalkaders des Österreichischen Schützenbundes.
Er gewann 2022 in Kairo bei den Weltmeisterschaften zwei Bronzemedaillen mit dem freien Gewehr. Bei den Weltmeisterschaften 2023 in Baku gewann er mit dem Kleinkaliber im Einzel die Gold- und mit der Mannschaft die Silbermedaille. Mit dem freien Gewehr belegte er im Mannschaftswettbewerb des Dreistellungskampfs ebenfalls den zweiten Platz.